# Ocnophila inaequalis
Ocnophila inaequalis är en insektsart som beskrevs av Brunner von Wattenwyl 1907. Ocnophila inaequalis ingår i släktet Ocnophila och familjen Diapheromeridae. Inga underarter finns listade i Catalogue of Life.